# Ville-sur-Yron
Ville-sur-Yron è un comune francese di 306 abitanti situato nel dipartimento della Meurthe e Mosella nella regione del Grand Est.

## Società

### Evoluzione demografica
Abitanti censiti